# Mítink pravdy
Mítink pravdy (srbochorvatsky miting istine/митинг истине) byl název plánovaného shromáždění občanů, ke kterému mělo dojít 1. prosince 1989 na výročí 71 let od vzniku Jugoslávie (Království SHS) v Lublani, hlavním městě svazové republiky Slovinsko. Toto shromáždění nebylo ze strany republikových úřadů povoleno.
Shromáždění iniciovalo sdružení kosovských Srbů s názvem Božur a bylo akcí přívrženců Slobodana Miloševiće, který jej chtěl využít k prosazení vlastní politiky v SR Slovinsko. Protože však podobné akce, které proběhly během tzv. protibyrokratické revoluce v hlavních městech Vojvodiny a Černé Hory vedly následně k výměně politického vedení (ve prospěch Miloševićových přívrženců), představitelé Slovinska znejistili. Slovinské vedení navíc bylo s tím srbským ve vzájemném sporu, který se táhl již nějakou dobu. Slovinští a srbští komunisté měli rozdílný pohled na nové dodatky ke slovinské ústavě (které byly považovány za odporující ústavě celosvazové). Slovinci rovněž vyjadřovali podporu některým politikům v Kosovu, které Srbové považovali za separatisty a vlastizrádce. Panovaly obavy, že se toto shromáždění pokusí Miloševićovi přívrženci využít k tomu, aby odstranili Milana Kučana a dosadili na jeho místo někoho loajálního Bělehradu.
Na tehdejším náměstí Revoluce v Lublani se skutečně sešlo okolo asi padesáti až sta osob, které byly srbské a černohorské národnosti. Měli jen jeden transparent se slovinským nápisem Tukaj je Jugoslavija. Slovinská milice osoby nejprve vyzvala, aby se rozešly, protože tak neučinily, rozhodla se zasáhnout. Někteří z účastníků se později přesunuli k blízkému pravoslavnému chrámu, kde policie poté také zasahovala.
Slovinská policie zadržela během 1. prosince asi třicet osob, převážně Srbů, kteří této výzvy neuposlechli. Oficiálním důvodem zadržení bylo narušování veřejného pořádku. Okamžitě potom začaly srbské sdělovací prostředky (např. Politika) s ostrými útoky na slovinské politické vedení. Média vykreslila velmi rychle Slovinsko jako nedemokratický režim, kde jsou zatýkáni pravoslavní kněží a lidé, kteří podporují užívání cyrilice. Během několika dní byl navíc zahájen bojkot slovinských výrobků a byl tak započat rozpad společného jugoslávského trhu. Do té doby omezený spor se rozrostl do ohromné šíře; začalo se otevřeně mluvit o tom, že slovinský nacionalismus přerostl do úrovně až fašistické. To vše jen necelé dva měsíce předtím, než začal 14. kongres SKJ, na kterém došlo k další eskalaci srbsko-slovinského sporu, kdy delegace svazu komunistů Slovinska opustila jednací sál.